# Spielberg (Waldmünchen)
Spielberg ist ein Ortsteil der Stadt Waldmünchen im Landkreis Cham des Regierungsbezirks Oberpfalz im Freistaat Bayern.

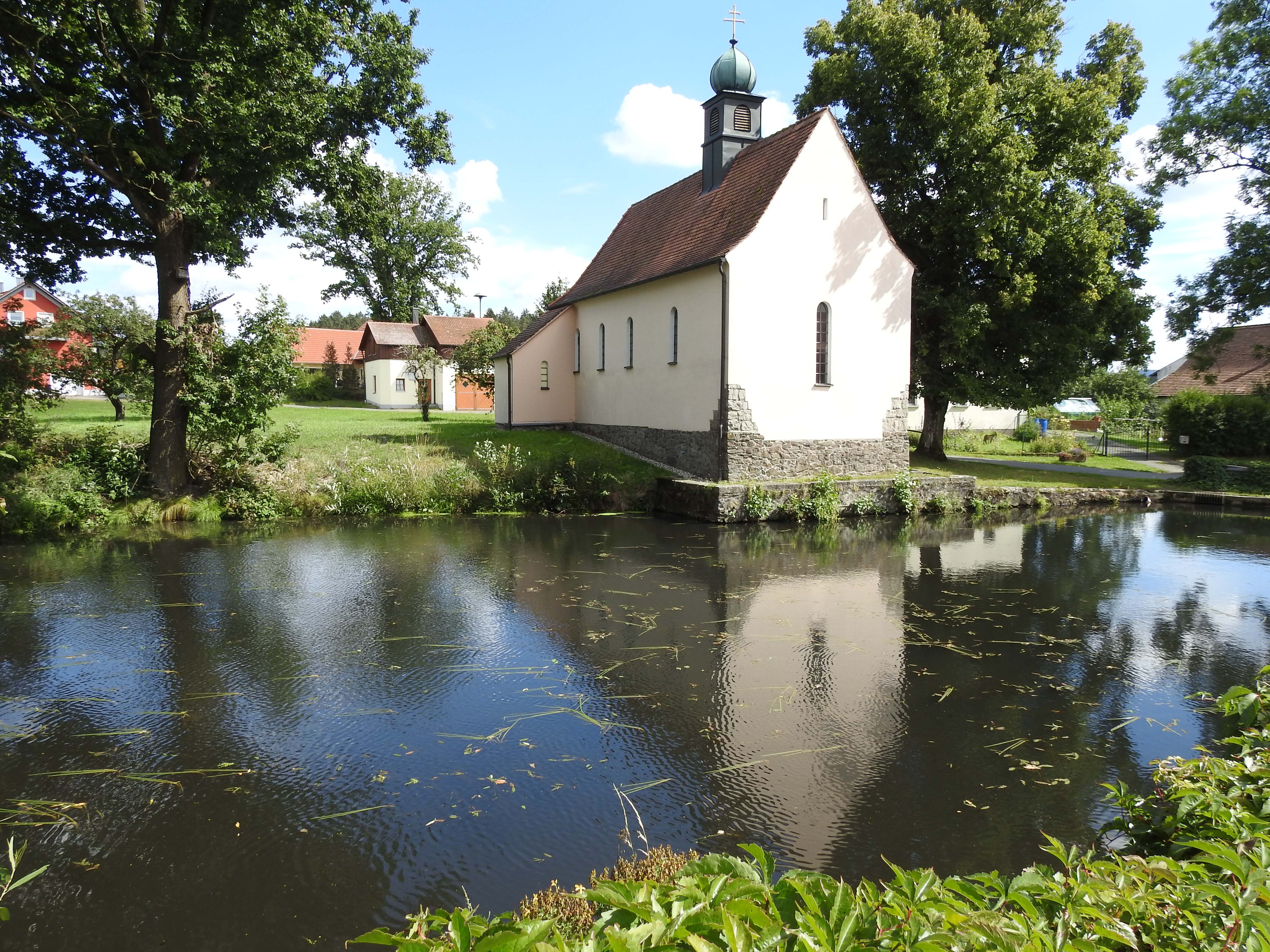
Spielberg, denkmalgeschützte Kirche St. Wendelin und Dorfteich

## Geografie
Spielberg liegt an der Staatsstraße 2154, 2,5 Kilometer südwestlich der tschechischen Grenze und 5 Kilometer nordwestlich von Waldmünchen. Nordöstlich der Ortschaft Spielberg erhebt sich der 671 Meter hohe Spielberg.

## Geschichte
Die Ortsnamenforschung ordnet Spielberg der hochmittelalterlichen Rodungsperiode zu.
Spielberg (auch: Spigelberg, Spylbergk, Spillberg, Spilberg) wird in der Amtsbeschreibung des Amtes Waldmünchen aus dem Jahr 1550 genannt.
1563 hatte Spielberg 4 Mannschaften. 1588 gab es in Spielberg 2 Höfe, 2 Güter, 6 Sölden, 2 Inwohner. 1622 hatte Spielberg 10 Mannschaften. 1630 wurde Spielberg verzeichnet mit 2 Höfen, 3 Gütern, 5 Sölden und 4 Inwohnern. 1703 gab es in Spielberg 2 Höfe, 2 Güter und 6 Sölden. 1808 hatte Spielberg 11 Anwesen, 1 Hüthaus und 1 Weber.
1808 wurde die Verordnung über das allgemeine Steuerprovisorium erlassen. Mit ihr wurde das Steuerwesen in Bayern neu geordnet und es wurden Steuerdistrikte gebildet. Dabei kam Spielberg zum Steuerdistrikt Schäferei. Der Steuerdistrikt Schäferei bestand aus den Dörfern Eglsee, Hocha, Schäferei, Spielberg, dem Weiler Kümmersmühle und den Einöden Haidhof und Lintlhammer.
1820 wurden im Landgericht Waldmünchen Ruralgemeinden gebildet. Dabei wurde Spielberg Ruralgemeinde. Diese bestand zunächst nur aus Spielberg und Haidhof. 1830 wurde die Gemeinde Eglsee in die Gemeinde Spielberg eingegliedert. Die Gemeinde Spielberg bestand nun aus den Dörfern Spielberg mit 19 Familien und Eglsee mit 20 Familien sowie der Einöde Haidhof mit 3 Familien.
Am 1. Juli 1972 wurde die Gemeinde Spielberg aufgelöst und in die Stadt Waldmünchen eingegliedert.
Spielberg ist Nebenkirche der Pfarrei Ast. 1997 hatte Spielberg 104 Katholiken. Die 1931 erbaute Sankt-Wendelin-Kirche in Spielberg steht mit ihrer Ausstattung unter Denkmalschutz mit der Denkmalnummer D-3-72-171-71.

## Einwohnerentwicklung ab 1820
| Jahr | Einwohner   | Gebäude |
| ---- | ----------- | ------- |
| 1820 | 19 Familien | k. A.   |
| 1838 | 119         | 14      |
| 1861 | 143         | 34      |
| 1871 | 127         | 78      |
| 1885 | 132         | 17      |
| 1900 | 115         | 21      |
| 1913 | 127         | 18      |

| Jahr | Einwohner | Gebäude |
| ---- | --------- | ------- |
| 1925 | 123       | 19      |
| 1950 | 140       | 19      |
| 1961 | 111       | 23      |
| 1970 | 93        | k. A.   |
| 1987 | 112       | 29      |
| 2011 | 100       | k. A.   |